# Trochalus ealanus
Trochalus ealanus är en skalbaggsart som beskrevs av Moser 1924. Trochalus ealanus ingår i släktet Trochalus och familjen Melolonthidae. Inga underarter finns listade i Catalogue of Life.